# Симметричное отношение
В математике бинарное отношение {\displaystyle R} на множестве X называется симметричным, если для каждой пары элементов множества {\displaystyle (a,b)} выполнение отношения {\displaystyle a\,R\,b} влечёт выполнение отношения {\displaystyle b\,R\,a}.
Формально, отношение {\displaystyle R} симметрично, если {\displaystyle \forall a,b\in X,\ a\,R\,b\Rightarrow b\,R\,a}.
Антисимметричность отношения не является антонимом симметричного отношения. Оба свойства для некоторых отношений выполняются одновременно, а для некоторых не выполняется ни одно. Можно считать антонимом асимметричное отношение, так как единственное бинарное отношение, одновременно симметричное и асимметричное — это пустое отношение.

## Примеры
Любое отношение эквивалентности, по определению, является симметричным (а также рефлексивным и транзитивным).
Также симметрично отношение связи вершин графа (неориентированного).
Не являются симметричными (за исключением случая тождественной ложности отношения) отношения порядка (как полного, так и частичного), а также отношение следования вершин ориентированного графа. Однако, отношение сравнимости для частичного порядка является, по построению, симметричным (хотя, в отличие от самого́ порядка, не транзитивным).
Матрица симметричного отношения симметрична относительно главной диагонали (совпадает с транспонированной). Если в графе симметричного отношения существует связь между двумя вершинами, то существует и обратная связь.